# Bern (distrikt)
Amtsbezirk Bern ili Bern (distrikt) je distrikt u Kantonu  Bern s glavnim gradom Bernom koji obuhvaća 13 općina na 233 km². 
| Ime općine           | Stanovništvo (31. prosinac 2006.) | Površina u km² |
| -------------------- | --------------------------------- | -------------- |
| Bern                 | 122'422                           | 51.6           |
| Bolligen             | 6105                              | 16.6           |
| Bremgarten kod Berna | 3786                              | 1.9            |
| Ittigen              | 10'731                            | 4.2            |
| Kirchlindach         | 2666                              | 11.9           |
| Köniz                | 37'226                            | 51.1           |
| Muri kod Berna       | 12'587                            | 7.7            |
| Oberbalm             | 877                               | 12.4           |
| Ostermundigen        | 14'825                            | 6.0            |
| Stettlen             | 2885                              | 3.6            |
| Vechigen             | 4689                              | 24.8           |
| Wohlen kod Berna     | 9093                              | 36.3           |
| Zollikofen           | 9616                              | 5.4            |
| Totalno (13)         | 237'508                           | 233.5          |